# Emil Zäch
Emil Zäch – szwajcarski strzelec, wicemistrz świata.
Zäch (z miejscowości Oberriet) pojawił się wśród zawodników powołanych przez Szwajcarski Komitet Olimpijski na Letnie Igrzyska Olimpijskie 1920 (w strzelaniu z karabinu), jednak jego start na igrzyskach nie został potwierdzony w innych źródłach.
Podczas swojej kariery Emil Zäch zdobył jeden medal na mistrzostwach świata – było to drużynowe srebro w karabinie dowolnym w trzech postawach z 300 m, osiągnięte podczas mistrzostw świata w 1921 roku (skład drużyny: Gustave Amoudruz, Josias Hartmann, Hans Hänni, Emil Zäch, Karl Zimmermann). 

## Medale mistrzostw świata
Opracowano na podstawie materiałów źródłowych:
| Mistrzostwa | Konkurencja                                     | Wynik             | Miejsce |
| ----------- | ----------------------------------------------- | ----------------- | ------- |
| Lyon 1921   | Karabin dowolny, trzy postawy, 300 m, drużynowo | 4933 pkt. (druż.) |         |